# Estrella B polsant lenta
Una estrella B polsant lenta (SPB), coneguda anteriorment com a variable 53 Persei, és un tipus d’estrella variable de pulsació. Com el seu nom indica, són estrelles de seqüència principal de tipus espectral B2 a B9 (de 3 a 9 vegades més massives que el Sol) que polsen amb períodes d'entre aproximadament mig dia i cinc dies, tanmateix dins d'aquestes estrelles més membres S'ha trobat que tenen múltiples períodes d'oscil·lacions. Mostren variabilitat tant en la seva emissió de llum com en el seu perfil de línia espectral. Les variacions de magnitud són generalment menors de 0,1 magnituds, fent que siga bastant difícil observar la variabilitat a simple vista en la majoria dels casos. La variabilitat augmenta amb la disminució de la longitud d'ona, per tant són més òbviament variables en l'espectre ultraviolat que la llum visible. Les seves pulsacions no són radials, és a dir, varien de forma més que en volum; diferents parts de l'estrella s'estan expandint i contraient simultàniament.
Aquestes estrelles van ser identificades per primera vegada com a grup i anomenades pels astrònoms Christoffel Waelkens i Fredy Rufener el 1985 mentre buscaven i analitzaven la variabilitat de les estrelles blaves calentes. Les millores en la fotometria havien facilitat trobar canvis de magnitud més petits i van trobar que un alt percentatge d’estrelles calentes eren intrínsecament variables. Es van referir a elles com a estrelles 53 Persei prenent com a prototip 53 Persei. Deu havien estat descobertes el 1993, tot i que Waelkens no estava segur de si el prototip era realment un membre i va recomanar referir-se al grup com a estrelles B polsants lentes. El Catàleg General d'Estrelles Variables utilitza l'acrònim LPB per a "estrelles B polsants de períodes comparativament llargs (períodes superiors a un dia)", encara que aquesta terminologia poques vegades es veu en altres llocs.
Les variables Beta Cephei similars tenen períodes més curts i tenen pulsacions en mode p, mentre que les estrelles SPB mostren pulsacions en mode g. El 2007, s'havien confirmat 51 estrelles SPB amb altres possibles 65 estrelles membres. Sis estrelles, a saber, Iota Herculis, 53 Piscium, Nu Eridani, Algenib, HD 13745] (V354 Persei) i 53 Arietis, havien mostrat variabilitat tant de Beta Cephei com de SPB.

## Llistat
La llista següent conté una selecció d'estrelles B polsants lentes que són d'interés tant per l'aficionat com per a l'astrònom professional:
- Algenib
- Homam
- Iota Herculis
- DD Lacertae
- Nu¹ Arae
- 53 Persei